# Leuke Kome
Leuke Kome (en griego: λευκή κώμη, lit. 'aldea blanca') fue una ciudad portuaria nabatea ubicada en la Ruta del Incienso. La ubicación actualmente se conoce como Wadi Ainounah (en árabe: وادي عينونة‎).

## Historia
El puerto se conoce a partir de las alusiones que hicieron Plinio (en su Historia Natural) Claudio Ptolomeo (en Geografía), y Estrabón (tanto en su Geografía como en Periplo del mar Eritreo).
Ahora a la izquierda de Berenice, navegando durante dos o tres días desde el Puerto de Mussel hacia el este a través del golfo adyacente, hay otro puerto y lugar fortificado, que se llama Aldea Blanca, desde el cual hay un camino a Petra, que está sujeto a Malicos, rey de los Nabateos. Ocupa la posición de una ciudad comercial para los pequeños barcos enviados allí desde Arabia; y así, un centurión está estacionado allí como recolector de una cuarta parte de las mercancías importadas, con una fuerza armada, como una guarnición.
Estrabón menciona la aldea en su relato de la fallida invasión romana de Arabia así:
Después de soportar grandes privaciones y angustias, él (Aelius Gallus) llegó el día decimoquinto a Leuce-Come, un gran mercado en el territorio de los nabateos ...
Leuke Kome fue uno de los principales centros comerciales del Mar Rojo.

## Localización
Se han propuesto numerosas ubicaciones para la aldea:
- la sugerencia más destacada es en Aynuna, cerca de la entrada al golfo de Áqaba, donde están documentados los restos de un asentamiento nabateo.[7]
- otros han favorecido a al-Wajh, 250 km más al sur, por motivos topográficos y literarios.[6]
- las islas Farasan, frente a la costa del sur de Arabia Saudita, según el hallazgo de dos inscripciones latinas que documentan la presencia militar romana en el siglo II